# Студенец (Михайловский район)
Студенец — деревня в Михайловском районе Рязанской области России.

## История
| Год  | Население |
| ---- | --------- |
| 1929 | 1255      |
| 2007 | 11        |

До 1924 года деревня входила в состав Пронского уезда Рязанской губернии.

## Население
| 2010 |
| ---- |
| 5    |

## Этимология
Топоним, неоднократно встречающийся на территории Рязанской области, соотносится с народным географическим термином студенец «родник, ключ, колодец». Населённый пункт получал такое название или по наличию родника в данной местности, или по одноимённой речке, на дне которой имеются родники.